# Moçambique (stad)

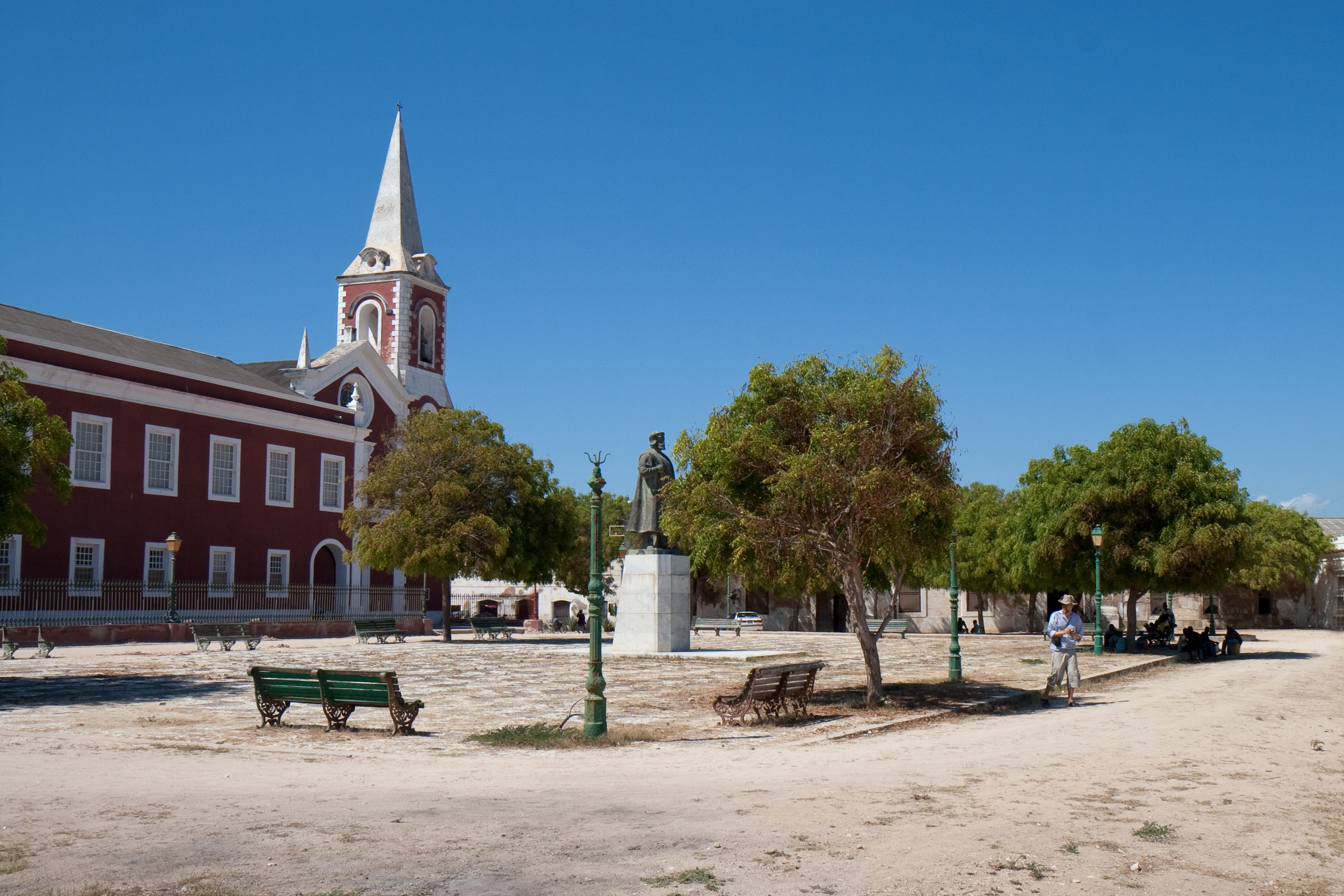
Torg i staden.

Moçambique (eller Cidade Ilha de Moçambique) är en stad i nordöstra Moçambique, belägen vid Indiska oceanens kust i provinsen Nampula. Centralorten omfattar bebyggelse på fastlandet, samt den historiska stadskärnan på Moçambiqueön tre kilometer utanför kusten, med vilken den har förbindelse via en bro byggd på 1960-talet. Hela stadsgränsen omger ett av provinsens distrikt, Cidade Ilha de Moçambique, som omfattar områden på fastlandet, Moçambiqueön, samt öarna Goa och Sena. Detta område täcker en yta på 184 km², och beräknades ha 55 197 invånare 2015.